# 达芬-谢弗猜想
达芬-谢弗猜想（英語：Duffin–Schaeffer conjecture）是一个现已得到证明的数论猜想，由理查德·达芬与阿尔伯特·查尔斯·谢弗于1941年提出。这是一个关于丢番图逼近的猜想，可表述为：如果{\displaystyle f:\mathbb {N} \rightarrow \mathbb {R} ^{+}}是一个任意给定的正实值函数，那么在勒贝格测度意义下对几乎所有{\displaystyle \alpha }，不等式
{\displaystyle \left|\alpha -{\frac {p}{q}}\right|<{\frac {f(q)}{q}}}
有无限多个互质整数解{\displaystyle p,q}（{\displaystyle q>0}），当且仅当
{\displaystyle \sum _{q=1}^{\infty }f(q){\frac {\varphi (q)}{q}}=\infty ,}
其中{\displaystyle \varphi (q)}表述欧拉函数。
2019年，迪米特里斯·库库洛普洛斯（Dimitris Koukoulopoulos）与詹姆斯·梅纳德一同证明了达芬-谢弗猜想。证明结果于2020年发表在《数学年刊》上。 